# 山下正 (料理人)
山下 正（やました ただし、1912年 - 2011年）は、日本の料理人。美術品コレクターでもある。

## 概要
第一洋食店（北海道苫小牧市）の2代目店主であり、明治時代に日本へと伝わってきたフランス料理を父・山下十治郎から引き継いでいる料理人として周囲からは一目置かれていた。
同時に趣味人でもあり、2代目店主に惹かれて日本の文化人たちが日夜、店に集うようになり、第一洋食店は苫小牧の文化サロンとなっていった。川上澄生や芹沢銈介といった民藝運動ゆかりの芸術家たちとの交流を通じ、美術品や工芸品を多数収集している。

## 山下正コレクション
第二次世界大戦中、北海道白老町に疎開していた川上澄生は山下と交友をもち、川上の版画の第一洋食店にも展示してあるほか、「山下正コレクション」には数十点が集められている。
他にも、三雲祥之助、原精一、国松登といった画家の作品の蒐集、稀覯本や蔵書票を収集、文化人との手紙のやり取りなど残されており、第二次世界大戦前後の日本の文化環境への理解に役立つ。
1960年代には民藝運動の芸術家たちとも交流が行われ、芹沢銈介は平取町でアイヌ文様の調査を行った際に山下家に宿泊し、第一洋食店のロゴなどをデザインしている。1969年には濱田庄司、バーナード・リーチが第一洋食店を訪れており、彼らの陶芸作品も「山下正コレクション」には含まれている。
こういった「山下正コレクション」は、第一洋食店の開業100周年となった2019年に苫小牧市美術博物館で開催された特別展「第一洋食店の100年と苫小牧」でも展示された。
2020年には、川上澄生美術館（栃木県鹿沼市）で特別企画展「ようこそ鹿沼へ! 山下正 川上澄生コレクション展」の開催予定があったが、コロナ禍のために開催延期となっている。

## 経歴
山下十治郎の次男として1912年に苫小牧市で生まれる。
小学生のころは、『北海道小学生新聞』（毎日新聞北海道支社が毎日小学生新聞を改題して発行）、『日本少年』の愛読者であり、これらへの投稿と自身でも雑誌を作るのに熱中していた。自作の雑誌を交換し合う仲間には、後に童話作家となる和田義雄（1914年 - 1984年）、後に北海道教育委員長となる安藤鉄夫（1911年 - 2007年）がいた。
15歳のときから父・十治郎のもとでフランス料理人として修業を行う。他の店では修行しなかったこともあって、父が修行した横浜グランドホテル流の、日本に入ってきたときのままのフランス料理を継承することになった。
第一洋食店を継いで2代目となる。
第一洋食店を長男夫婦に継がせて晴耕雨読の日々を過ごすが、年に数度は駆り出されて厨房に立っていた。
2011年、死去。

## 著作
- 山下正『父は明治のコックさん: 苫小牧第一洋食店物語』近代映画社、2006年。ISBN 978-4764821187。